# NGC 1563
NGC 1563 (również PGC 15000) – galaktyka eliptyczna (E?), znajdująca się w gwiazdozbiorze Erydanu. Odkrył ją 12 listopada 1885 roku Francis Leavenworth.